# 요기 (후한)

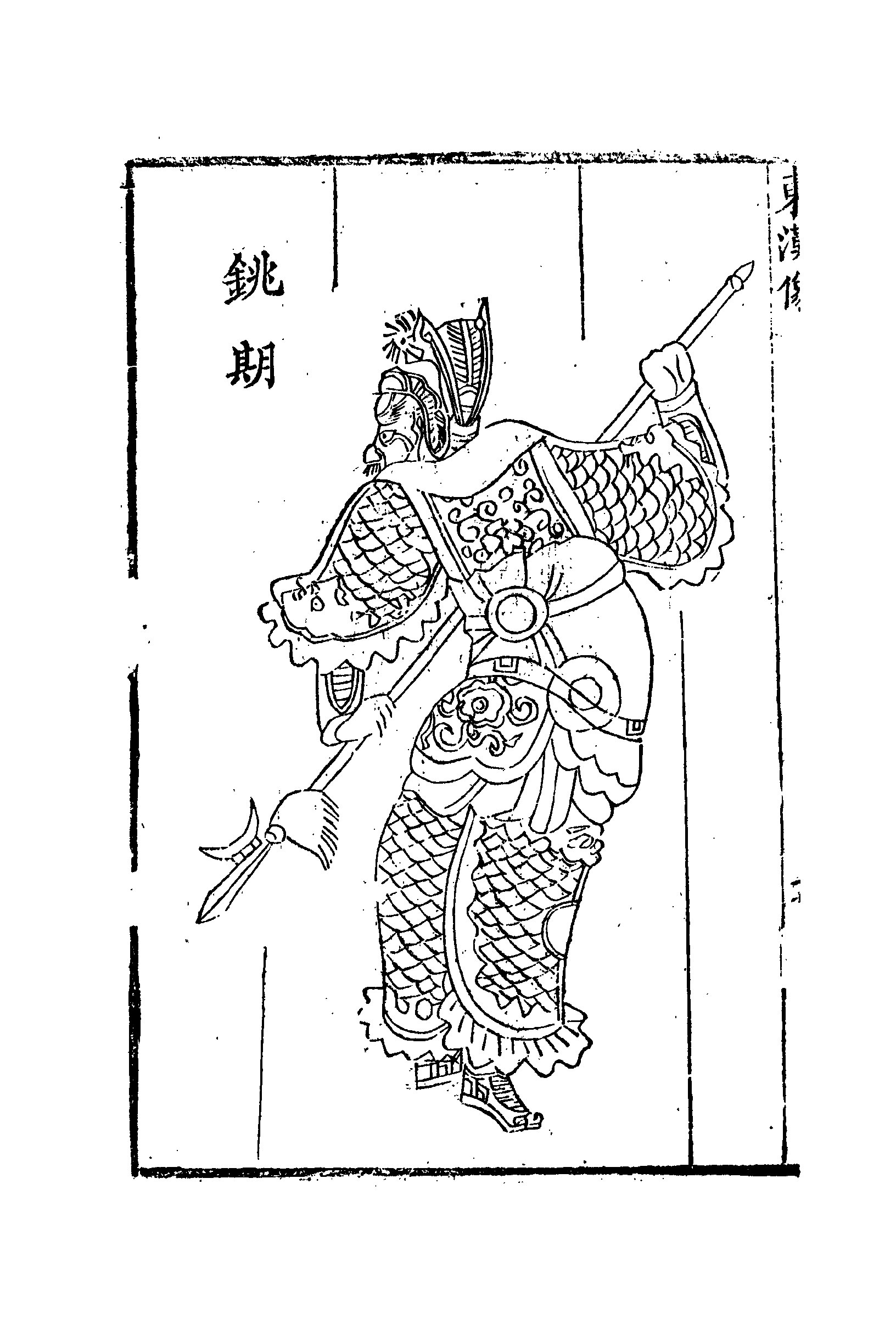
요기

요기(銚期, ? ~ 34년)는 후한 초기의 군인으로, 자는 차황(次況)이며 영천군 겹현(郟縣) 사람이다. 아버지 요맹(銚猛)은  계양태수를 지냈다.

## 생애
키가 여덟 자 두 치나 되었으며, 용모가 빼어나고 위엄이 있었다. 요맹이 죽자 삼 년간 복상하여 고향에서 칭송을 받았다.
경시 원년(23년), 유수가 부성(父城)을 함락시켰다. 이때 부성을 지키다 항복한 장수 풍이가 동향인 요기를 천거하였고, 유수는 요기를 적조연(賊曹掾)에 임명하여 계(薊)에서 종군토록 하였다.
경시 2년(24년), 유수는 계를 떠나 신도에 이르렀다. 요기는 이때 등우의 속관이 되었는데, 등우는 그의 유능함을 높이 사 편장군(偏將軍)에 임명하여 병사 2천 명을 주었다. 요기는 이후 왕랑(王郞)을 토벌하는 데 공을 세워, 호아대장군(虎牙大將軍)에 임명되었다. 또 동마(銅馬)의 병사 10만 명과 교전하여 항복시켰고, 청독(靑犢)·적미와 교전하여 물리쳤다.
건무 원년(25년), 광무제가 즉위하였다. 이듬해에 요기는 공신으로써 안성후(安成侯)에 봉해지고 식읍 5천 호를 받았다. 이때 단향(檀鄕)·오루(五樓)가 위군을 침략하였고, 또 탁경(卓京)이 위군의 호족들을 규합하여 업성(鄴城)에서 저항하였다. 위군태수에 임명되고 대장군을 겸한 요기는 탁경 등을 무찔러 난을 평정하였다.
건무 5년(29년), 광무제는 위군으로 행차하였다. 요기는 태중대부(太中大夫)에 임명되었고, 또 위위에 임명되었다.
건무 10년(34년)에 죽었고, 시호를 충(忠)이라 하였다. 아들 요단(銚丹)이 작위를 이었고, 요단의 동생 요통(銚統) 또한 건평후(建平侯)에 봉해졌다.

## 출전
- 범엽, 《후한서》 권20 요기왕패채준열전

| 전임 - | 후한의 위위 29년 ~ 34년 | 후임 음흥 |

| 선대 (첫 봉건) | 후한의 안성후 26년 음력 1월 경진일 ~ 34년 | 후대 아들 요단 |